# Восточний (Стерлітамацький район)
Восто́чний (рос. Восточный, башк. Восточный) — присілок у складі Стерлітамацького району Башкортостану, Росія. Входить до складу Казадаєвської сільської ради.
Населення — 17 осіб (2010; 11 в 2002).
Національний склад:
- росіяни — 55%
- чуваші — 36%